# Teilung von Jin
Die Teilung von Jin (三家分晉,  Sān Jiā Fēn Jìn – „Drei Familien zerteilen Jin“) bezeichnet den langsamen Prozess der Machtübernahme von zahlreichen rivalisierenden Vasallenfamilien, die den herrschenden Clan des feudalen Staates Jin ablösten und dabei Jin in die drei Nachfolgestaaten Han, Zhao und Wei aufspalteten. Als Schlüsseljahre dieser Machtübernahme werden die Jahre 481, 475, 468 und 453 vor Christus genannt. 403 v. Chr. waren die neuen Machtstrukturen bereits gefestigt und bis zum Jahr 370 v. Chr. verschwand Jin von der politischen Landkarte Chinas.
Die Teilung von Jin wird vielfach als maßgebliches Ereignis im Übergang zwischen der Zeit der Frühlings- und Herbstannalen und der Zeit der Streitenden Reiche verstanden, und damit als Wendepunkt in der chinesischen Geschichte. Dieser Übergang war allerdings, genauso wie die Teilung von Jin, ein schleichender Prozess.

## Externe Vorgeschichte: Jin als Hegemon-Staat
Der Staat Jin war als „Herzogtum“ (der Herrschertitel Gong wird häufig als Herzog übersetzt) eng eingebunden in den Herrschaftsbereich der Östlichen Zhou-Dynastie (ab 770 v. Chr.), die geprägt war von einem ohnmächtigen feudalen Königtum und dominierenden Vasallenstaaten. Jin spaltete sich in der Mitte des 8. Jahrhunderts v. Chr. in die Staaten Jin und Quwo, bis Gong Wu, Herrscher von Quwo, Jin erobern und zwischen 678 und 672 v. Chr. zum Staat Jin wiedervereinigen konnte. Die Staaten Jin und Quwo konnten aufgrund der Lage in der nördlichen Peripherie stark expandieren, sodass Jin ein mächtiges Fürstentum war, gerade wegen der ‚Befriedung‘ von Rong- und Di-Stämmen.
Gong Wen von Jin war von 636 bis 628 v. Chr. ‚bà‘ (Hegemon der chinesischen Fürsten); unter seinen Nachfolgern verlor Jin allerdings an Macht und Einfluss. Trotz einer Dominanz des Staates Chu verblieb der Titel des chinesischen Hegemons offiziell beim Herrscher von Jin, welcher den südlichen Rivalen noch lange in Schach halten konnte.
Von 572 bis 558 v. Chr. regierte Gong Dao von Jin, welcher noch einmal offiziell aus der Hand des Zhou-Wangs den Titel des ‚bà‘ erhielt. Unter seiner Herrschaft war Jin wohl der mächtigste Staat Chinas, allerdings genügte dies nicht, um die Funktion der Hegemonie tatsächlich ganz auszufüllen. Später ging der Hegemonietitel an aufstrebende südchinesische Herrscher (584 v. Chr. wurde der Aufstieg von Wu noch durch Jin unterstützt), während die Machtkonzentration des Jin-Gongs weiter erodierte.
546 v. Chr., in der Regierungszeit von Gong Ping von Jin (557-532) schloss Jin (als nördlicher, wenn auch geschwächter Hegemon im Zhou-Königreich) mit dem mächtigen südlichen Königreich Chu einen Waffenstillstand.

## Interne Vorgeschichte: Jin unter dem Einfluss der Aristokratie
Seit der Regentschaft Wens von Jin verfolgten die Herrscher eine für das damalige China ungewöhnliche Strategie bei der Ernennung von Vasallen: Anstatt eigene Familienmitglieder mit Posten als lokale Verwalter zu betrauen, behielten die Gongs von Jin ihre Familienmitglieder eng am Hof und belehnten Ministerialen-Familien – diese niederen Fürsten waren somit nicht an den Zhou-Hof gebunden, sondern hatten ihre Legitimation durch den Herrscher von Jin erhalten. Sowohl Zhao Cui (Zhao-Clan) wie auch Wei Chou (Wei-Clan) waren treue Gefolgsleute von Gong Wen von Jin; während Han Wan (Han-Clan) bereits von Gong Wu von Jin belehnt worden war. Wens Lehnspolitik war auf die Thronfolgekämpfe zurückzuführen, die Jin über Jahrhunderte geschwächt hatten und zur Aufteilung in Jin und Quwo geführt hatten. Die konsequente Verfolgung dieser Richtlinie stabilisierte Jin im 7. Jahrhundert, rächte sich allerdings im 6. Jahrhundert, als die Nachkommen der Lehnsnehmer immer häufiger gegeneinander und auch gegen den Herrscher von Jin kämpften.
Der Zhao-Clan (趙 / 赵) unter Zhao Chuan (趙穿) erlangte eine derartige Machtstellung, dass sie Gong Ling von Jin (620-607) stürzen konnten, welcher Zhaos politischen Einfluss zu beschneiden versuchte. Unter dem Nachfolger, Gong Cheng von Jin (606-600), wurde der Ministerialen-Einfluss dagegen weiter gestärkt. In der Zeit von Gong Jing von Jin (599-581) wurde der Xian-Clan (先) im Jahr 596 v. Chr. ausgelöscht, nachdem Xian Xi eigenmächtig eine Armee gegen Jins Nachbarstaat Qi führte. Außenpolitisch führte die Niederlage von Qi im Jahr 589 v. Chr. zu einer Bestätigung der Hegemonie Jins. Im Jahr 588 v. Chr. wurde der erhebliche Einfluss der Ministerialen-Dynastien im Feudalstaat Jin festgeschrieben.
Jings Nachfolger, Gong Li von Jin (580-573) konnte den Luan-Clan (栾) zur Bildung einer Koalition bewegen, die auch den Xi-Clan (郤) ausschaltete. Danach ließen die Luan gemeinsam mit den Zhonghang (中行) allerdings auch Li ermorden und konnten Dao von Jin (572-558) als Herrscher einsetzen, wenngleich dieser wieder die eigene Position als Lehnsherr stärkte. Während Lis Machenschaften dem außenpolitische Ansehen Jins geschadet hatten, konnte Dao durch seine Politik wieder das Vertrauen der Nachbarstaaten gewinnen. 550 v. Chr. wurden auch die Luan ausgeschaltet, was die drei Familien Zhi (智), Zhao und Han (韓 / 韩) als wichtigste Adelsclans beließ. Der Wei-Clan (魏) stieg allerdings ebenfalls auf.

## Machtkämpfe und Bürgerkriege
Bis 531 v. Chr. waren sechs dominierende Vasallenclans (die 六卿,  Lìu Qīng – „Sechs Hofbeamten“) im Staate Jin übriggeblieben: Zhao, Wei, Han, Fan (范), Zhi und Zhonghang. Seit diesem Jahr, dem Amtsantritt von Gong Zhao von Jin (531-526) galten die Herrscher des Herzogtums nurmehr als Repräsentationsfigur. Die weniger bedeutenden Clans Yangshe und Qi wurden 514 v. Chr. ausgeschaltet. Die Familien der ‚Sechs Hofbeamten‘ waren bald nicht mehr gegen den äußeren Feind geeint und verfolgten auch eigenständige militärische Unternehmungen sowohl gegeneinander wie gegen andere chinesische Staaten.
Nach Darstellung des Zuozhuan gab es 497 v. Chr., in der Amtszeit von Gong Ding von Jin (511-475), einen zunächst nur lokalen Machtkampf innerhalb des Clans Zhao, zwischen den Städten Jinyang (heutiges Taiyuan) und Handan. In dieses mischten sich schließlich auch die Clans Zhonghang and Fan auf Seiten des Unterlegenen ein. Die Situation eskalierte erneut, und alle restlichen Clans wandten sich gegen die Führer der Zhonghang und Fan, wodurch diese zwei Clans erheblich an Einfluss verloren, insbesondere nachdem Zhao Jianzi in den Jahren 471 und 470 v. Chr. Fan-Ländereien einnahm.
Zhi Yao (auch Zhi Xiangzi, 知瑤/知襄子) aus dem Zhi-Clan hatte im Staat Jin mittlerweile das Amt des Zhongjunjiang inne (etwa: Gesetzgeber und Marschall), und er baute eine überragende Stellung seines Clans auf. Zhi Yao führte seine Armeen in die Nachbarstaaten Qi (472 v. Chr.) und Zheng (468 v. Chr.), musste sich aber trotz Siegen auch wieder zurückziehen. 458 v. Chr. schaltete er die Clans Fan und Zhonghang aus und verleibte seinem Reich den „barbarischen“ Nachbarn Zhongshan ein. 457 überschätzte Zhi Yao allerdings seine Stellung: Er forderte Ländereien von den verbleibenden drei Vasallen Jins, den Han, Wei und Zhao.
Zhao Wuxu (auch Zhao Xiangzi, 趙毋卹/趙襄子) vom Zhao-Clan wies die Forderung Zhi Yaos zurück und verschanzte sich in Jinyang. Zhi Yao ließ die Stadt 453 v. Chr. belagern und vom Fen He fluten. Er wurde aber von seinen Verbündeten Han Kangzi und Wei Huanzi verraten, da diese befürchten mussten, dass ihre Clans sonst ebenso wie der Zhao-Clan ausgeschaltet werden würden. Nach der Schlacht von Jinyang wurde vielmehr der Zhi-Clan ausgelöscht.

## Neue Ordnung von Jin
Die drei verbleibenden Clans teilten nun weite Teile Jins untereinander auf, beendeten auch aufgrund eines militärischen Patts die Feindseligkeiten und bauten starke bürokratische Strukturen nach dem Vorbild der Nachbarstaaten auf, sodass die eigene Position nicht länger durch die eigenen Vasallen untergraben werden konnte. 434 v. Chr. wurde dem nominellen Nachfolger von Gong Ai von Jin, Gong You von Jin, nur noch zwei kleine Machtbereiche zugestanden, während alle übrigen Ländereien mittlerweile von den Drei Jin regiert wurden.
403 v. Chr. wurden laut Sima Guang die drei regierenden Clan-Fürsten des Staates Jin am Zhou-Königshof von Zhou Weilie (威烈王) zu Hou ernannt (etwa: Markgrafen, der Rang unterhalb des Gong/Herzogs). Die ersten offiziell regierenden Fürsten dieser drei Familien waren damit Wei Si (Wei Wen Hou) von Wei, Zhao Ji (Zhao Lie Hou) von Zhao und Han Qian (Han Jing Hou) von Han.
Zum endgültigen Ende von Jin gibt es unterschiedliche Aussagen. 386 sollen laut Sima Qian die drei Nachfolgestaaten Gong Jing von Jin abgesetzt und die verbliebenen Territorien unter sich aufgeteilt haben. Die Bambusannalen hingegen geben Gong Huan von Jin (388-369) als letzten namentlichen Jin-Herzog an.
Alle drei Jin-Nachfolgestaaten werden – neben Qin, Qi, Chu und Yan zu den insgesamt sieben Machtblöcken im China der Streitenden Reiche gezählt. Sie fielen knapp zwei Jahrhunderte nach der Teilung Jins an den Staat Qin, dessen Herrscher die Qin-Dynastie gründete.